# Lista das regiões da Etiópia por Índice de Desenvolvimento Humano

Regiões da Etiópia por Índice de Desenvolvimento Humano (IDH) em 2019
0.601 +
0.551 a 0.600
0.501 a 0.550
0.451 a 0.500
0.401 a 0.450

Esta é uma lista das regiões da Etiópia e das duas cidades licenciadas de Adis Abeba e Dire Daua pelo Índice de Desenvolvimento Humano em 2019.
| Classificação                | Região                      | IDH (2019)                  | País comparável (2019)      |
| Alto desenvolvimento humano  | Alto desenvolvimento humano | Alto desenvolvimento humano | Alto desenvolvimento humano |
| ---------------------------- | --------------------------- | --------------------------- | --------------------------- |
| 1                            | Adis Abeba                  | 0,722                       | Líbia Uzbequistão           |
| Desenvolvimento humano médio |                             |                             |                             |
| 2                            | Região de Harari            | 0,588                       | Guiné Equatorial Zâmbia     |
| 3                            | Dire Daua                   | 0,570                       | Zimbabwe                    |
| 4                            | Região de Gambela           | 0,566                       | Ilhas Salomão Síria         |
| Baixo desenvolvimento humano |                             |                             |                             |
| 5                            | Região de Tigray            | 0,508                       | Haiti Sudão                 |
| 6                            | Região SNNP                 | 0,488                       | Malawi                      |
| -                            | Etiópia                     | 0,485                       | Malawi                      |
| 7                            | Região Benishangul-Gumuz    | 0,476                       | Guiné                       |
| 8                            | Região Oromia               | 0,470                       | Iêmen                       |
| 9                            | Região de Amhara            | 0,464                       | Eritreia                    |
| 10                           | Região da Somália           | 0,433                       | Sudão do Sul                |
| 11                           | Região Afar                 | 0,428                       | Sudão do Sul                |